# Cheirostylis ovata
Cheirostylis ovata är en orkidéart som först beskrevs av Frederick Manson Bailey, och fick sitt nu gällande namn av Rudolf Schlechter. Cheirostylis ovata ingår i släktet Cheirostylis och familjen orkidéer. Inga underarter finns listade i Catalogue of Life.